# ビニング
ビニング（英: binning）あるいはビンニングは、主として科学技術分野における工程上で用いられる、対象物をある集合（「ビン」）に分配、集約する作業手順を指す。ビニングが用いられる分野としては、CCDカメラなどのデジタル撮像、データマイニング、発光ダイオード製造が挙げられる。

## デジタル画像

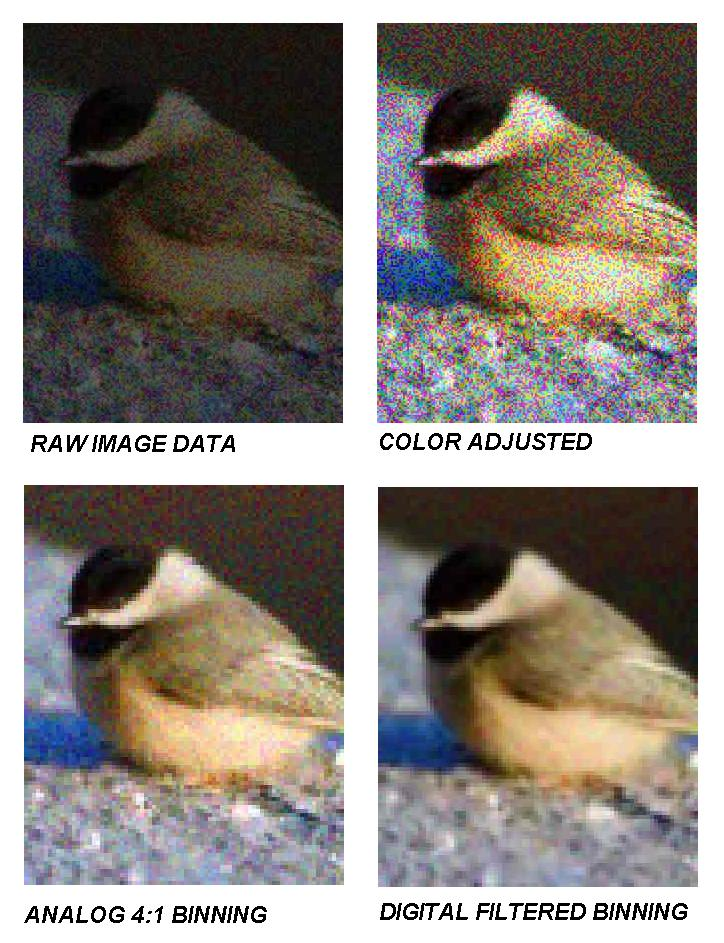
画像データのビニングの例。（左上）生データ、（右上）ガンマ値と明るさを自動補正、（左下）ハードウェア・ビニング、（右下）フィルタ付ソフトウェア・ビニング。

デジタル画像においてビニングとは、撮像素子上の複数の画素をまとめて一つの画素とみなす、画像の取り込み方式のことをいう。ビニングを行うことで、画像データの信号対雑音比（SN比）と、画像読み出しの速度を向上させることができる一方、画像の解像度は低下する。一般的には、信号を読み出す前に撮像素子のチップ上で実行する（ハードウェアビニング）が、読み出してデジタル画像化した後に計算機上で実行する方法もある（ソフトウェアビニング）。
ハードウェアビニングは、CCDのようなデジタル撮像素子において、蓄積した信号電荷を読み出し中に加算することで実行する。その動作は、撮像素子上の電荷を転送させるシフトレジスタのクロック信号に、特殊な設定を施すことで制御する。多くのCCDでは通常、まず垂直シフトレジスタで縦方向に1画素分電荷を転送し、水平シフトレジスタに転送された電荷を、信号を増幅・デジタル化する回路に出力する「ゲート」へと、横方向に転送する。ビニングをしない場合は、水平シフトレジスタの電荷を1画素分転送するごとに1回読み出しを行い、撮像素子の画素数と同じ画素数のデジタル画像を構成する。（詳しくは、CCDイメージセンサ#原理と構造を参照。）これに対し、垂直シフトレジスタの転送を複数回行った上で、水平シフトレジスタを読み出すことで、縦方向に複数画素の電荷を合成することができ、これをラインビニング（垂直ビニング）という。一方、水平シフトレジスタの転送を複数回行い、ゲートに蓄積した上で出力して読み出すことで、横方向に複数画素の電荷を加算することができ、これをピクセルビニング（水平ビニング）という。ラインビニングとピクセルビニングを組み合わせることもでき、例えば垂直シフトレジスタをN回、水平シフトレジスタをM回転送するごとに1回読み出すと、M×N画素の信号を加算して1画素とみなす画像を構成することができる。

信号を合算し、SN比や読み出し速度を向上させる、ハードウェアビニングの概略。（左上）ビニングなし、（右上）ラインビニング（2画素）、（左下）ピクセルビニング（2画素）、（右下）2×2画素ビニング。

ハードウェアビニングの利点は、読み出し雑音を大幅に抑えられることである。撮像素子は、読み出しを行う都度、読み出し雑音が上乗せされ、通常の読み出しでは、全画素の信号に読み出し雑音が加算される。ハードウェアビニングを行うと、読み出し雑音の加算は、まとめる複数画素につき1回分だけになるのに対し、信号はまとめる複数画素の分が合算されるので、理想的な条件下では1画素にまとめる画素数に比例して、SN比が向上することが期待される（例えば、2×2画素のビニングであれば4倍向上する）。また、ハードウェアビニングでは読み出し回数が減るので、読み出しに要する撮像にとってのむだ時間が短縮し、撮像を高速化することができる。その代償として、ハードウェアビニングでは不可逆的に画像の解像度が低下する。
ビニングのもう一つの方法、ソフトウェアビニングは撮像素子から信号を読み出した後に実行する。ソフトウェアビニングは、ハードウェアビニングより柔軟な運用が可能で、ハードウェアビニングが一般に方形の画素集合に限られるのに対し、ソフトウェアビニングは形状を限定されない合算が可能である。ビニングを実行する前に、画像の歪みなどを補正することもできる。また、ハードウェアビニングでは、加算した電荷がシフトレジスタの容量を超えると飽和し、無意味なデータとなってしまうが、ソフトウェアビニングでは各画素において容量内であれば、それ以上の制限はない。しかし、ソフトウェアビニングは一旦通常通りに読み出すので、読み出し雑音は全画素数の分加算されてしまい、ビニングを施しても合算する画素数の平方根でしか、SN比は向上しない（例えば、2×2画素のビニングであれば2倍）。また、読み出し回数が減らないので、高速化もできない。

## データ処理
より一般的なデータ処理におけるビニングは、離散化とも言い、データの濃度を減らすための前処理手法の一つである。ビニングを行うことで、データに含まれる誤差や分散といった「雑音」を排して適切な値を補完し、見通しを良くすることで、データから構成するモデルの質を向上させる可能性がある。
ビニングは、規則的に並んでいるデータの値を、隣接する値との間で評価し、適当な値で置換することで、データの局所的な平滑化を実現し、モデルの構成を容易にすることを狙う。規則的に並ぶデータは、いくつかの区間・階層、即ち「ビン」に配分され、各ビンの中で適当な値により平滑化する。ビンの区切り方には、標本数を一定にする分位数で区切る方法、値の範囲を一定にする固定幅を用いる方法がある。値の置換方法としては、ビンの中の平均値や中央値を採用する方法、ビンの中の標本のうち最大値・最小値を「境界値」として近い方の境界値を採用する方法、などがある。ビニングは、データを集約してデータ数を減らし高次の階層とすることで、概念階層を構築する手法としても用いることができる。この手続きは、決定木のような機械学習のアルゴリズムにも必要なものである。
ビニングは例えば、大量のデータを扱う際に、効果的な手法となる。膨大なデータを扱う場合、計算の処理速度や、可視化するならばその描画速度、データが密な範囲での重ね描きに問題がある。生のデータにビニングを施すことで、各ビンにおける個別の値を縮小し、データをより速く処理できるようになる。また、作図にあたって全データを逐一描くのではなく、ビン1つを1個のデータとして、データを表す記号の表示方法など異なる切り口で可視化することで、描画もより速くなり、重ね描きの問題も解消できる。ビニングは、データの分解能を犠牲にするので、データ分布の微細構造に意味があるような場合、それを見落とすことになる欠点があるが、多くの場合利点がそれを上回る。また、高次元のデータを扱う場合には、ビンの数が指数関数的に増えるため、効果が乏しくなる。

## 発光ダイオード
発光ダイオード（LED）の製造においては、ビニングと呼ばれる選別が欠かせない工程である。
LEDのような電子部品は、製造過程でその特性にばらつきが生じる。LEDの特性は、同じ型番であっても厳密には一定でなく、場合によっては大きくばらつき、同じ駆動回路で発光させても、同じように発光するとは限らず、接続方式によっては駆動しないこともある。そこで、同じ型番のLEDにおける特性値のばらつき具合を検査し、その仕様を厳密にランク分けして公表する。この検査工程が、LEDビニングである。
LEDビニングでは、主に色と光束の判定基準によって選別が行われる。LED照明のメーカーは、ビニングによって定義されたLEDの仕様を基に適当なLEDを選択し、安定した色と明るさを持つ照明器具を提供している。多数のLEDを並べるディスプレイ等では、ビニングで選別されたランクの異なるLEDを最適に配置することで、色及び輝度の均一性を向上させる手法もとられている。LEDビニングの検査工程は、多くのLEDメーカーで共通化されている。